# Judith Wyder
Judith Wyder, född den 25 juni 1988 är en schweizisk orienterare som vann i stafett vid VM 2012 och på sprintdistansen, sprintstafetten och långa stafetten vid VM 2014. Hon kom på tredje plats på medeldistansen vid VM 2011 och på stafetten vid junior-VM 2007. Vid  Europamästerskapen 2014 tog hon guld på tre distanser.